# Dolley Todd Madison
Dolley Payne Todd Madison (20. svibnja 1768. – Guilford County, Sjeverna Karolina, 12. lipnja 1849.) žena je 4. američkog predsjednika Jamesa Madisona i 3. prva dama SAD-a.